# Coleridge (Nebraska)
Coleridge is een plaats (village) in de Amerikaanse staat Nebraska, en valt bestuurlijk gezien onder Cedar County.

## Demografie
Bij de volkstelling in 2000 werd het aantal inwoners vastgesteld op 541. In 2006 is het aantal inwoners door het United States Census Bureau geschat op 490, een daling van 51 (-9,4%).

## Geografie
Volgens het United States Census Bureau beslaat de plaats een oppervlakte van 1,3 km², geheel bestaande uit land. Coleridge ligt op ongeveer 475 m boven zeeniveau.

## Plaatsen in de nabije omgeving
De onderstaande figuur toont nabijgelegen plaatsen in een straal van 20 km rond Coleridge.